# Eburia lanigera
Eburia lanigera là một loài bọ cánh cứng trong họ Cerambycidae.